# Punta Patache
Punta Patache är en udde i Chile.   Den ligger i regionen Región de Tarapacá, i den norra delen av landet, 1 400 km norr om huvudstaden Santiago de Chile.
Terrängen inåt land är kuperad österut, men norrut är den platt. Havet är nära Punta Patache åt sydväst. Runt Punta Patache är det ganska tätbefolkat, med 83 invånare per kvadratkilometer..
Trakten runt Punta Patache är ofruktbar med lite eller ingen växtlighet.